# Dur-Abi-eshuh
Dur-Abi-eshuh (babylonien Dūr-Abi-ešuḫ, « Fort Abi-eshuh »), est une ancienne ville de la Mésopotamie du Sud. La ville est fondée par le roi de Babylone qui lui a donné son nom, Abi-eshuh (1711-1684), qui commémore ce fait en lui donnant le nom de sa vingt-et-unième année de règne, ce qui permet de dater la fondation de la ville. 
Des tablettes cunéiformes provenant des ruines de ce site ont été mises au jour à la suite de fouilles clandestines résultant de la situation troublée de l'Irak depuis la guerre du Golfe de 1990, et achetées par l'université Cornell. Le site de provenance n'a pas été identifié : il a pu être proposé qu'il était localisé quelque part sur l'Euphrate au Nord de la Babylonie, mais il est plus probable qu'il s'agisse d'un site situé au nord de Nippur, donc dans la partie Sud du royaume, qui a alors été amputé de ses provinces méridionales, tombées en partie sous la domination de la première dynastie du Pays de la Mer, et le « fort Abi-eshuh » a manifestement été érigé par le roi de Babylone pour faire face à ce rival, faisant partie d'un réseau d'autres places fortes maillant la partie méridionale du royaume. 
Les textes, datés de la fin du règne d'Abi-eshuh, et de ceux de ses successeurs Ammi-ṣaduqa et Samsu-ditana, proviendraient d'un temple, ou bien de la résidence d'un dignitaire religieux, le meilleur candidat étant alors le prêtre-nešakkum nommé Enlil-mansum qui apparaît souvent dans les textes. Ils contiennent notamment des offrandes aux divinités de Nippur, ce qui semblerait indiquer qu'une partie des prêtres de ce site, alors en voie de désertion, se seraient réfugiés à Dur-Abi-eshuh, phénomène attesté ailleurs pour d'autres villes du Sud mésopotamien de cette période (des prêtres d'Uruk à Kish). 